# Krivo Brdo
Krivo Brdo – wieś w Słowenii, w gminie Gorenja vas-Poljane. W 2018 roku liczyła 9 mieszkańców.